# 10648 Plancius
10648 Plancius (4089 P-L) là một tiểu hành tinh vành đai chính.